# Trollvasslan
Trollvasslan är ett naturreservat omkring vattendraget med detta namn i Älvdalens kommun i Dalarnas län.
Området är naturskyddat sedan 2014 och är 219 hektar stort. Reservatet består av tall och gran utanför bäckdalen.